# Landschaftsschutzgebiet Feldgehölz „Bült“
Das Landschaftsschutzgebiet Feldgehölz „Bült“ ist ein Landschaftsschutzgebiet im Landkreis Wittmund des Bundeslandes Niedersachsen. Es trägt die Nummer LSG WTM 00017. Als untere Naturschutzbehörde ist der Landkreis Wittmund für das Gebiet zuständig.

## Beschreibung des Gebiets
Das 1957 ausgewiesene Landschaftsschutzgebiet umfasst eine Fläche von 0,07 Quadratkilometern und liegt südlich des Ortszentrums von Horsten, einem Ortsteil der Gemeinde Friedeburg in Ostfriesland.

## Schutzzweck
Genereller Schutzzweck ist der „Erhalt und Entwicklung einer zum Teil von Siedlung umgebenen Waldfläche als Lebensraum für Kleinsäuger und Vogelarten der Park- und Waldlandschaften sowie als Erholungsgebiet für die Bevölkerung“. Dieses Ziel will der Landkreis durch die Aufstellung einer Pflege- und Entwicklungsplanung erreichen. Zudem will er die Naturverjüngung fördern. Langfristig soll das Ökosystem durch Sukzession so zu einem Wald mit standortgerechten einheimischen Gehölzen verändert werden. Geplant sind zudem die Entwicklung der Waldränder und die Einrichtung eines ganzjährig nutzbaren Rundweges, um die Erholungsfunktion des Waldes zu fördern. Das Landschaftsgebiet soll darüber hinaus um die im Osten liegende Sandkuhle, die ein besonders geschütztes Biotop darstellt, erweitert werden.